# Monandrocarpa incubita
Monandrocarpa incubita är en sjöpungsart som först beskrevs av Sluiter 1904.  Monandrocarpa incubita ingår i släktet Monandrocarpa och familjen Styelidae. Inga underarter finns listade i Catalogue of Life.